# Rue Edgar-Faure
La rue Edgar-Faure est une voie du 15e arrondissement de Paris, en France.

## Situation et accès
La rue Edgar-Faure est une voie publique située dans le 15e arrondissement de Paris. Elle débute au 9, rue Desaix et se termine au 8, place Dupleix.

## Origine du nom

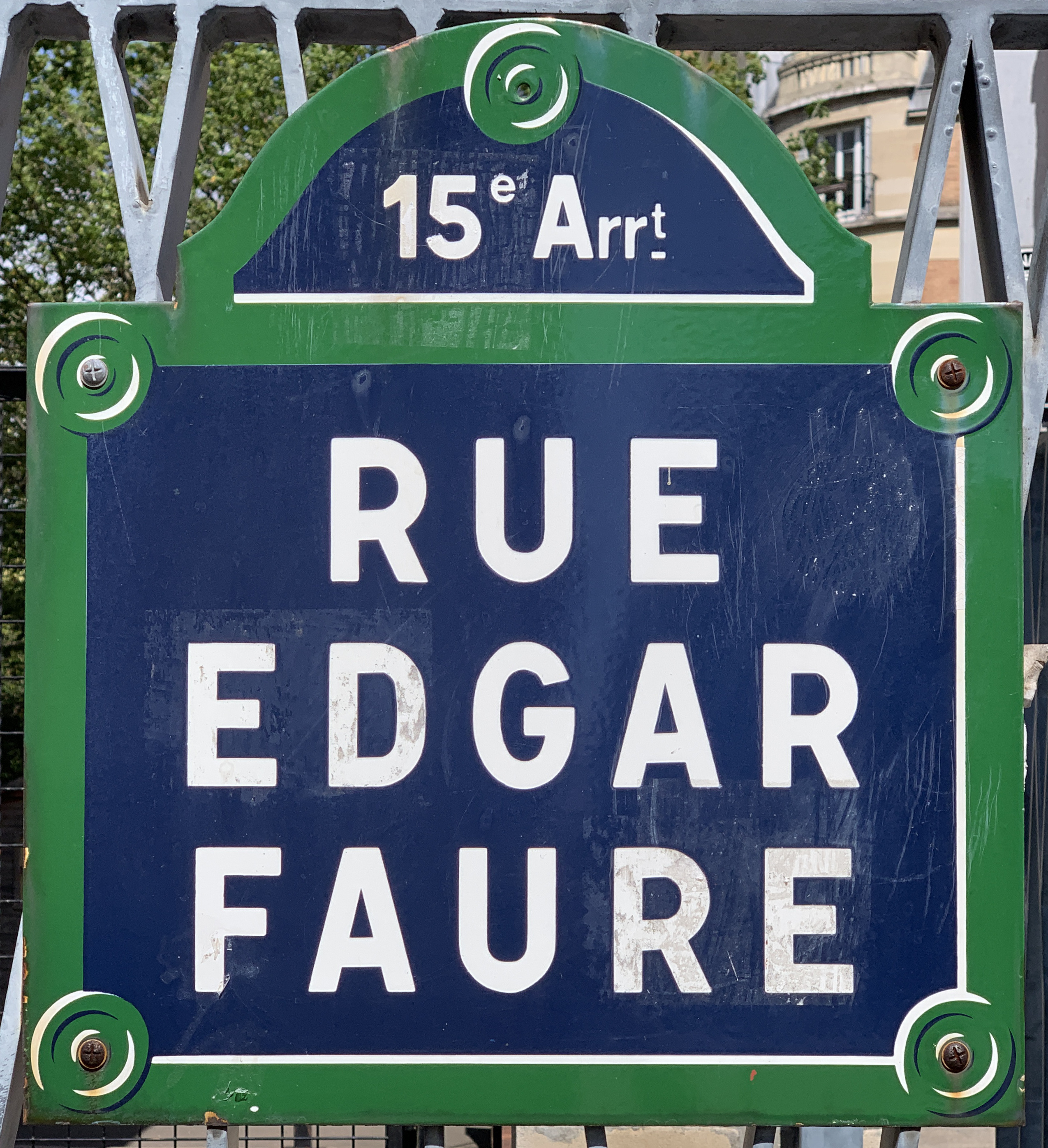
Plaque de la rue.

La rue a été nommée en l'honneur d'Edgar Faure (1908-1988), homme politique et écrivain français.

## Historique
La voie est créée dans le cadre de l'aménagement de la ZAC Dupleix sous le nom provisoire de « voie BJ/15 » et prend sa dénomination actuelle par un arrêté municipal du 31 janvier 1994.